# Alexandre Baptista
José Alexandre da Silva Baptista (Barreiro, 1942. február 17. – 	2024. március 3.) portugál válogatott labdarúgó.

## Pályafutása

### A válogatottban
1964 és 1969 között 11 alkalommal szerepelt a portugál válogatottban. Részt vett az 1966-os világbajnokságon.

## Sikerei, díjai
Sporting
- Portugál bajnok (2): 1965–66, 1969–70
- Portugál kupa (2): 1962–63, 1970–71
- Kupagyőztesek Európa-kupája (1): 1963–64

Portugália
- Világbajnoki bronzérmes (1): 1966